# Linda Clifford

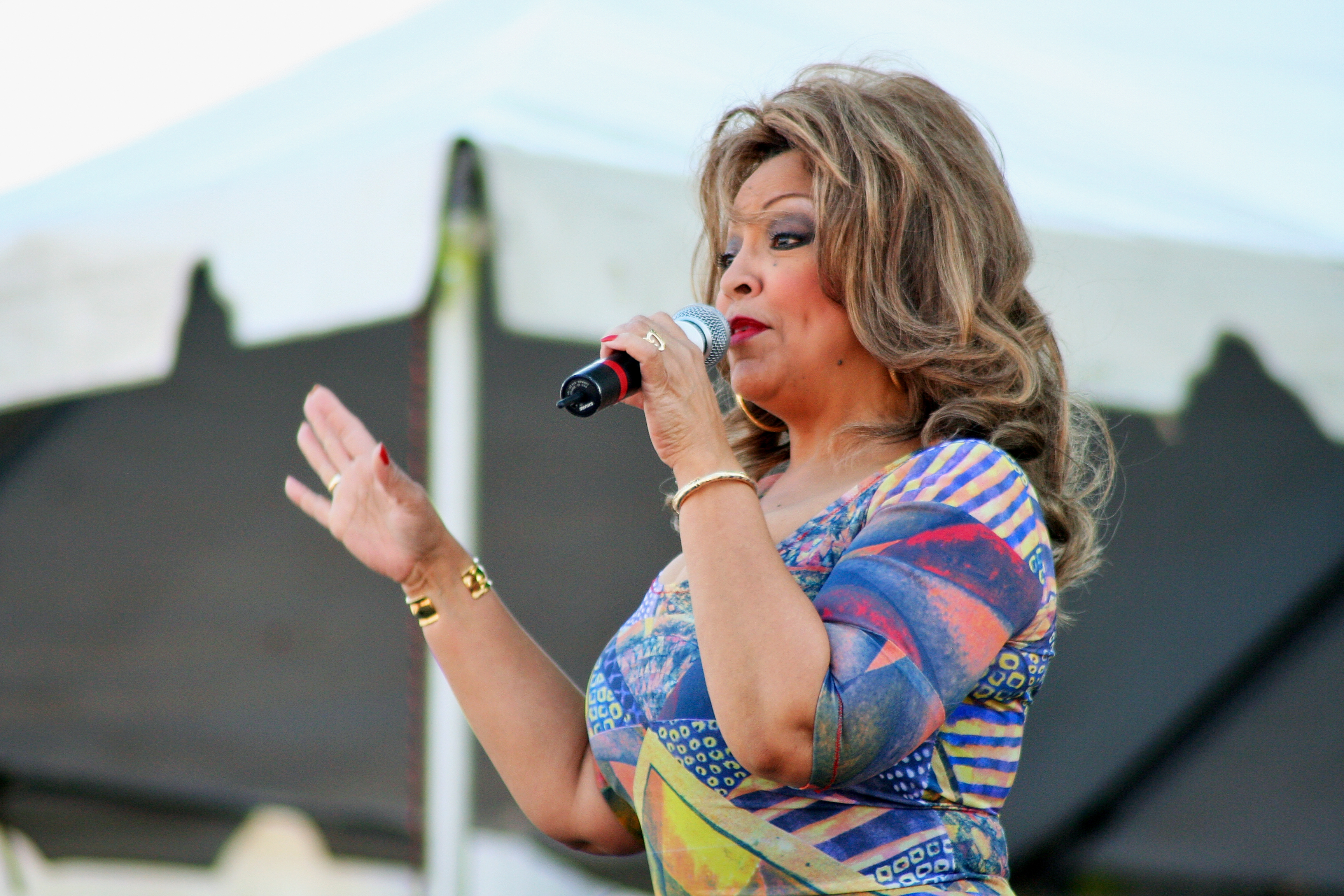
Linda Clifford (2007)

Linda Clifford (New York, 14 juni 1948) is een Amerikaans zangeres in de genres r&b, disco en house. Ze scoorde in de jaren zeventig en tachtig hits als If My Friends Could See Me Now, Bridge over Troubled Water, Runaway Love en Red Light.

## Biografie

### Jaren 60
Clifford werd in de jaren zestig tot Miss New York gekroond en was de leadzangeres van een jazztrio voordat ze overstapte op r&b. De Miss New York-verkiezing leverde haar bijrollen op in de films The Boston Strangler met Tony Curtis en Henry Fonda, Coogan's Bluff met Clint Eastwood, en Sweet Charity met Shirley MacLaine. Clifford was echter niet tevreden over deze rollen en besloot zich op haar zangcarrière te richten. Ze trad een jaar lang op in de nachtclubs van Miami en omstreken met de Jericho Jazz Singers; daarna begon ze haar eigen band Linda & the Trade Winds.

### Jaren 70
In 1973 tekende Clifford een contract bij Paramount; haar eerste single, (It's Gonna Be) A Long Long Winter werd in de winter van 1974 een bescheiden hit in de r&b-chart. Midden jaren zeventig stapte ze over naar Curtom, het platenlabel van Curtis Mayfield, en bracht ze in 1977 haar debuutalbum Linda uit. Haar discobewerking van If My Friends Could See Me Now (in de verfilming van Sweet Charity gezongen door MacLaine) werd een hit in de clubs en de Billboard Hot 100. Het gelijknamige album bracht een van haar grootste hits voort; het midtempo Runaway Love. In 1979 verscheen Let Me Be Your Woman met daarop een discoversie van Bridge over Troubled Water.

### Jaren 80
In 1980, bracht Clifford een duettenalbum uit met Curtis Mayfield (The Right Combination) en nam ze Red Light op voor de filmsoundtrack van Fame. Het werd een nr.1-hit in de Amerikaanse dance-charts, een positie die ze ook nog zou behalen met Shoot Your Best Shot (1980) and Don't Come Crying to Me (1982). 
Clifford zou zes albums uitbrengen op Curtom, allen onder supervisie van Mayfield en grotendeels geproduceerd door Gil Askey (jazztrompet en muzikaale leider bij diverse Motown-acts) met diverse mixen van Jim Burgess of Jimmy Simpson (broer van Ashford & Simpson-zangeres Valerie Simpson). Het zedse album, I'm Yours, was geproduceerd door Isaac Hayes met uitzondering van Red Light (geschreven door Pitchford & Gore). De distributie van Curtom was in handen van Warner Bros. (1977–1978), RSO (1979–1980) en vanaf eind 1980 Capitol waarop Clifford rechtstreeks onder contract kwam te staan na de opheffing van Curtom.
In 1982 verscheen haar zevende album, I'll Keep On Loving You waarop ze samenwerkte met Luther Vandross en de originele versie vertolkte van All the Man That I Need; deze ballad was wederom een compositie van Pitchford & Gore die het speciaal voor Clifford en haar echtgenoot hadden geschreven. Een jaar later werd het gecoverd door Sister Sledge en in 1990 door Whitney Houston. Luther Vandross nam het op als All the Woman That I Need voor zijn album Songs uit 1994; dat het een nummer van Clifford was waaraan hij had meegewerkt als achtergrondzanger en arrangeur leek hem te zijn ontgaan, daar hij in de credits de originele versie toeschreef aan Houston.
In 1984 en 1985 verschenen haar laatste twee studioalbums'; Sneakin' Out, dat het redelijk deed in de r&b-chart, en My Heart's on Fire met de single The Heat In Me.

### Jaren 00 en 10
In 2001 kwam er weer nieuw materiaal uit; Ride the Storm, op naam van Akabu featuring Linda Clifford, werd haar vierde notering in de Britse hitlijst. 
In 2007 was Clifford een van de zangeressen die optrad tijdens het Divas of Disco-concert; ze deelde het podium met France Joli, A Taste of Honey, Thelma Houston en de in jaren negentig doorgebroken CeCe Peniston. Het concert werd opgenomen en in 2010 op cd/dvd uitgebracht. 
In 2011 verscheen de single Baby I'm Yours.
In 2012 was I Just Wana Wanna, haar bescheiden hit uit 1979, te horen als liefdesthema in de door Lee Daniels geregisseerde film The Paperboy.

### Recent
Sinds 2015 vormt Clifford de supergroep First Ladies of Disco met Marta Wash (The Weather Girls) en in eerste instantie Evelyn "Champagne" King. Debuutsingle Show Some Love werd datzelfde jaar uitgebracht op Purple Rose Records, het platenlabel van Wash en haalde de zesde plaats in de Billboard Dance Charts. Voor de single en de remix van John LePage en Brian Cua werden twee aparte videoclips gemaakt.
De First Ladies gingen op tournee waarbij King na de eerste drie concerten werd vervangen door ex-Chic-zangeres Norma Jean Wright; in tegenstelling tot bij Diva of Disco werd er zowel apart als gezamenlijk opgetreden.
- Bibliothèque nationale de France: cb14009510k (data)
- Gemeinsame Normdatei: 134348591
- International Standard Name Identifier: 0000 0000 5516 7917
- Library of Congress Control Number: n92100202
- MusicBrainz: 2a7d1905-f1a0-4d12-9b42-e870e325fc29
- Istituto Centrale per il Catalogo Unico: DDSV081231
- Virtual International Authority File: 27263688
- WorldCat: E39PBJth7JYPq3FfPqrypdk4bd